# 伯利恆 (北卡羅萊納州亞歷山大縣)
伯利恆（英語：Bethelhem）是位於美國北卡羅萊納州亞歷山大縣的普查規定居民點。

## 人口
根據2020年美國人口普查的數據，伯利恆的面積為23.00平方千米，當中陸地面積為19.75平方千米，而水域面積為3.25平方千米。當地共有人口4491人，而人口密度為每平方千米195.26人。